# Imperio de cristal
Imperio de cristal est une telenovela mexicaine diffusée en 1994-1995 sur Canal de las Estrellas.

## Distribution
- Rebecca Jones : Sofía Vidal / Elena Terán de Vidal
- Ari Telch : Julio Lombardo
- María Rubio : Livia Arizmendi de Lombardo
- Alejandro Camacho : Augusto Lombardo
- Kate del Castillo : Narda Lombardo
- Ignacio López Tarso : Don César Lombardo
- Emilia Carranza : Andrea Lombardo
- Constantino Costas : Uriel González
- Cecilia Gabriela : Esther de Lombardo
- Fidel Garriga : Rogelio Herrera
- Germán Gutiérrez : Claudio Lombardo
- Ivette Proal : Elisa Estrada
- Alejandro Tommasi : Octavio Lombardo
- Aarón Hernán : Bernal Estrada
- Adriana Barraza : Flora
- Graciela Bernardos : Nora de López Monroy
- Óscar Bonfiglio : Germán Samaniego
- Alicia Montoya : Antonia Moncada Vda. de Arizmendi
- Roberto D'Amico : Virgilio Robles
- Malena Doria : Trinidad
- Cuca Dublán : Amparito Romero
- Alan Fernando : Marco Aurelio Lombardo
- Fabiola Campomanes : Juanita
- Zoraida Gómez : Katia González Vidal
- Alejandro Ruiz : Marcelo Ocampo
- Dacia González : Renata Ocampo
- Lucero Lander : Diana Almeida
- Aída Naredo : Lulú Morán
- Héctor Sáez : Padre Ángel
- Amara Villafuerte : Mayra Salgado
- Antonio De Carlo : Bruno Previdi
- Juan Ignacio Aranda : Flavio Fernández
- Araceli Aguilar : Maru
- Estela Barona : Rosi
- Lola Belda : Yazmín
- Germán Blando : Matías
- Ernesto Bretón : Benito Morales
- Julio Monterde : Zacarías Terán
- Marina Marín : Herminia de Terán
- Luis Cárdenas : Dr. Armando Méndez
- Claudio Brook : Phillipe Deevon
- Bruno Rey : Arturo Almanza
- Arturo Paulet : Gómez
- Fernanda Ruizos : Minerva Saldívar
- Roxana Saucedo : Ana Luisa Sánchez Coria
- Raúl Valerio : Carmelo
- Nora Veryán : Chole
- Elia Domenzain : Chela
- Jeanette Candiani : Mary
- Luis Couturier : Armando

## Diffusion internationale
- Canal de las Estrellas (1994-1995) et TLNovelas (rediffusée)
- Rede CNT
- Univision et Galavisión
- América Televisión
- Megavisión

## Autres versions
- El cristal empañado (Televisa, 1989)
- Quiero amarte (Televisa, 2013-2014), avec Karyme Lozano, Cristian de la Fuente et Adriana Louvier

### Sources
- (es) Cet article est partiellement ou en totalité issu de l’article de Wikipédia en espagnol intitulé « Imperio de cristal » (voir la liste des auteurs).